# Автомобили Z
«Автомобили Z» — британский телевизионный драматический сериал, посвящённый работе мобильной полиции в вымышленном городе Ньютаун, основанном на Керби, Ланкашир. Произведённый BBC, он дебютировал в январе 1962 года и выходил на экраны до сентября 1978 года.
Сериал резко отличался от более ранних полицейских драм. Благодаря своей менее обычной северной художественной постановке, он привнёс новый элемент крайнего реализма в образ полиции, который некоторые посчитали нежелательным.
«Автомобили Z» продлился 801 эпизодов, из которых сохранились менее половины. Среди постоянных звёзд были Стрэтфорд Джонс (детектив-инспектор Барлоу), Фрэнк Уиндзор (дет. Сержант Уотт), Джеймс Эллис (Берт Линч) и Брайан Блессид (Красавчик Смит). Барлоу и Уотт позже сыграли в отдельном сериале «Нежно-нежно».

## История создания
Название происходит от позывных радиосвязи, выделенных полицейскими силами Ланкашира. Подразделения полиции Ланкашира были обозначены с севера на юг: дивизия «А» (базировалась в Алверстоне) была отдельной частью Ланкашира во времена Барроу-ин-Фернесс, дивизия «Б» была Ланкастером и т. д. Телесериал использовал несуществующие похывные Z-Victor 1 и Z-Victor 2. Название, как иногда говорят, не происходит от используемых автомобилей, Ford Zephyr и Ford Zodiac. Zephyr был стандартным патрульным автомобилем, используемым Ланкаширом и другими полицейскими силами, в то время как Zodiac использовался только для выполнения специальных задач, таких как выполнение дорожных обязанностей.

## Сюжет и главные герои
Идея «Автомобилей Z» пришла к создателю Трою Кеннеди-Мартину, когда он слушал полицейские сообщения по радио в попытке избавиться от скуки на больничной койке с паротитом. Он был поставлен в вымышленном Ньютауне, основанном на современном пригороде Керби, одном из многочисленных жилых комплексов, которые образовались по Великобритании в послевоенные годы, и его стареющего соседа Морского порта.
Истории вращаются вокруг пар офицеров, патрулирующих в течение недели. Изменяющиеся социальные услтановки, социальный реализм и интересные истории завоевали популярность для «Автомобилей Z». Первоначально он был несколько непопулярен в реальной полиции, которой не нравились иногда не импонирующие характеристике офицеров. Расположение действий на севере Англии помогло придать сериалу региональный колорит, тогда как большинство драм BBC были поставлены на юге. Это буквально бросило вызов созданной BBC полицейской драме «Диксон из Док-Грин», которая на тот момент существовала в течение семи лет, но которую некоторые считали «уютной».
Единственным персонажем, присутствующим на протяжении всего сериала (хотя и не в каждом эпизоде), был Берт Линч, которого сыграл Джеймс Эллис (хотя Джон Филлипс в роли детектива старшего офицера Робинса появлялся спорадически во время прогона шоу — к концу серии он стал главным констеблем). Другими персонажами в первых сериях были Стрэтфорд Джонс (инспектор Барлоу), Фрэнк Уиндзор (дет. Сержант Уотт), Роберт Киган (сержант Блэкит), Джозеф Брэди («Качок» Уэйр), Брайан Блессид (Красавчик Смит) и Джереми Кемп (Боб Стил). Также в эпизодах 1960-х Дэвид Грэхам играл Колина Уэлланда, позже стал сценаристом. Среди других британских актёров, игравших в первые годы, выступил Джосс Экленд. Хотя он не играл постоянной роли в сериале, будущий The Monkees Дэви Джонс появился в трёх эпизодах. Джон Тоу, позже известный своими ролями в «The Sweeney» и «Инспектор Морс», появился в четырёх эпизодах в 1963 году как детектив-констебль, который должен был уйти из полиции, потому что не мог употреблять алкоголь, когда общался с преступным сообществом, что было важной частью работы детектива.

## Эпизоды
«Автомобили Z» содержит 801 эпизод.
Первоначально трансляция закончилась в 1965 году; Барлоу, Уотт и Блэкит снялись в новом сериале «Нежно-нежно». Когда BBC искали шоу, которое выходило бы два раза в неделю, чтобы заменить серию неудачных мыльных опер (к которым относился «United!»), «Автомобили Z» продолжил своё существование. Отдел сериалов BBC вернул его на экраны в формате мыльной оперы два раза в неделю из 25-минутных эпизодов, и только Джеймс Эллис и Джозеф Брэди остались от первоначального актёрского состава. Его показывали с марта 1967 года, оба 25-минутных отрезка каждую неделю составляли одну историю.
Так продолжалось до тех пор, пока эпизод «Детский лепет» (вышедший 30 марта 1971 г.), показанный как одна 50-минутная серия, не доказал, что более длинный формат всё ещё работает. После этого «Автомобили Z» показывали по очереди либо два 25-минутных эпизода, либо один 50-минутный каждую неделю в течение следующих шестнадцати месяцев. Такой распорядок завершился показом финального эпизода из двух частей «Излом» (6-я серия, части 74 и 75, 21 и 22 августа 1972 года соответственно), после чего сериал навсегда вернулся к обычному образцу одной 50-минутной серии в неделю.

### Утерянные эпизоды
Как и многие сериалы своей эпохи, «Автомобили Z» содержится в архивах неполная. Период 1962—1965 представлен достаточно хорошо; правда с большими пробелами. В шестой серии 1967—1971, когда программу показывали почти каждую неделю, материал стал более неоднородным. Из 416 эпизодов этого сериала осталось только 108: по несколько эпизодов 1967, 1969 и 1970 годов, но не найдено ни одного эпизода 1968 или 1971. Около 40 % из примерно восьмисот эпизодов сохранились.
Оригинальный сериал был одной из последних британских телевизионных драм, которые были показаны в прямом эфире. Поскольку видеосъёмка стала нормой, а телесъёмка — несовременным методом сохранения передач, практика прямых трансляций драматических постановок была редкостью к моменту старта сериала в 1962 году. Прямые трансляции были предпочтением продюсера сериала Дэвида Роуза, который почувствовал, что это добавит скорости и незамедлительности и даст ему преимущество. В результате до 1965 года эпизоды всё ещё не записывались заранее. Большинство из них было записано на видео для возможного повтора, хотя ленты, которые оценивались как часть бюджета программы, обычно стирались для повторного использования. Прямая трансляция или записанная на плёнку программа, переведённая на пленку, значительно увеличивает её шансы на сохранение.
В 1980-х годах разработчик вернул сценаристу Аллану Прайору телезапись пилотного эпизода «Четвёрка». Он забрал его домой, чтобы сохранить, потому что его детям понравилась программа, и в результате он не смог заставить себя уничтожить её. Этот и два других ранних выпуска были выпущены на BBC Video в 1993 году.
Два эпизода вернулись в 2004 году после того, как они оказались в частной коллекции, наряду с редкими возвращениями отдельных ранних эпизодов в более поздние годы. Когда «Автомобили Z» вернулся в 1967 году в своем 30-минутном формате дважды в неделю, он выходил почти каждую неделю целый год, что, возможно, объясняет его низкую жизнеспособность в этот период. Формат дважды по 30 минут постепенно заменялся 50-минутным, и когда 50-минутный формат стал регулярно использоваться сериалами, это совпало с увеличением его выживаемости.
В архиве хранятся все эпизоды 1975—1978 годов. «BBC Archive Treasure Hunt» была попыткой найти недостающие серии, и до сих пор открыта информация о пропавших без вести выпусках утраченных телевизионных программ BBC. Британские кинолюбители классического телевидения «Kaleidoscope» также заинтересованы в восстановлении утерянных телешоу, независимо от их первоначального производителя или вещателя.

## Саундтреки
Музыкальное сопровождение «Автомобией Z» было аранжировано Фрицем Шпиглем и его женой, композитором Бриджит Фрай, из традиционной ливерпульской народной песни «Johnny Todd». Она была выпущена в нескольких версиях в 1962 году. Версия Джонни Китинга (Piccadilly Records, 7N.35032) продавалась лучше всего, достигнув 8-го места в чарте Record Retailer и 5-го места в некоторых британских чартах, в то время как Версия оркестра Norrie Paramor на Columbia DB 4789 достигла 33-го места. Вокальная версия темы, использующая слова оригинальной баллады, была выпущена актёром Джеймсом Эллисом на Philips Records; она не попала в чарты.
Песня в аранжировке Шпигля и Фрай используется английскими футбольными клубами «Эвертон» и «Уотфорд». Музыка играет, когда команды выходят на поле перед домашними играми на «Гудисон Парк» и «Викаридж Роуд» соответственно.

## Продолжение
«Нежно-нежно», спин-офф, ориентированный на локальную еомандную борьбу с преступностью, и действовал до 1969 года, когда он был снова переработан и стал «Softly, Softly: Taskforce», действовавшим до 1976 года. Персонаж Барлоу (Стратфорд Джонс) был одним из самых известных деятелей британского телевидения 1960-х и 1970-х годов. Он сыграл несколько сезонов собственного сольного сериала «Barlow at Large», который выходил с 1971 по 1975 год. Барлоу присоединился к Уотту (Фрэнк Уиндзор) в сериале 1973 года «Джек Потрошитель». Успех сериала привёл к выходу нового побочного продукта под названием «Второй вердикт», в котором Барлоу и Уотт рассматривали нерешённые дела и рискованные приговоры.
Уиндзор в последний раз появился в роли Уотта в последнем эпизоде «Автомобилей Z» «Давление» в сентябре 1978 года, вместе с Робинсом (Джон Филлипс), главным суперинтендантом из оригинального сериала, который дослужился до главного констебля. Джереми Кемп, Брайан Блессид, Джозеф Брэди и Колин Уэлланд также появились, хотя и не в роли их оригинальных персонажей.

## Отзывы
В опросе 2000 года, проведенном Британским институтом кино, в списке «100 величайших британских телевизионных программ 20-го века», «Автомобили Z» заняли 63-е место. Он также был включён в алфавитный список телевизионного критика Элисона Грэма из 40 «величайших телешоу всех времён», опубликованных в Radio Times в августе 2003 года.

## В ролях

### Основные роли
(1962—1965 и 1967—1978: 12 сезонов, 801 серия)
| Роль                                                     | Актёр            | Время съёмок         | Сезоны         | Количество эпизодов |
| -------------------------------------------------------- | ---------------- | -------------------- | -------------- | ------------------- |
| Детектив-старший инспектор Чарли Барлоу                  | Стрэтфорд Джонс  | 1962-1965            | 1-6            | 126                 |
| Детектив-сержант Джон Уотт                               | Фрэнк Уиндзор    | 1962-1965, 1978      | 1-5, 12        | 130                 |
| Комиссар Качок Уэйр                                      | Джозеф Брэйди    | 1962-1965, 1967—1968 | 1-6            | 165                 |
| Комиссар/детектив-констебль/сержант/инспектор Берт Линч  | Джеймс Эллис     | 1962-1965, 1967—1978 | 1-12           | 565                 |
| Комиссар Красавчик Смит                                  | Брайан Блессид   | 1962-1965            | 1-5            | 113                 |
| Комиссар Боб Стил                                        | [Джереми Кемп    | 1962-1963            | 1-2            | 34                  |
| Сержант Перси Твентиман                                  | Леонард Уильямс  | 1962                 | 1-2            | 30                  |
| Комиссар Иен Свит                                        | Теренс Эдмонд    | 1962-1964            | 1-3            | 78                  |
| Детектив-констебль Глин Хикс                             | Майкл Форрест    | 1962-1964            | 2-3            | 36                  |
| Комиссар Дэвид Грэхам                                    | Колин Уэлланд    | 1962-1965            | 2-5            | 85                  |
| Сержант Боб Блэкит                                       | Роберт Киган     | 1962-1965            | 2-5            | 108                 |
| Комиссар Кен Бейкер                                      | Джеффри Уайтхед  | 1964-1965            | 4              | 29                  |
| Комиссар Тейлор                                          | Маркус Хэммонд   | 1964-1965            | 4              | 20                  |
| Пола Поултон                                             | Сара Эймсон      | 1965                 | 4-5            | 23                  |
| Комиссар Рэй Уокер                                       | Дональд Ги       | 1965                 | 4-5            | 18                  |
| Детектив-инспектор/детектив-старший инспектор Сэм Хадсон | Джон Барри       | 1967, 1968           | 6              | 32                  |
| Детектив-сержант Том Стоун                               | Джон Слейтер     | 1967-1974            | 6-9            | 431                 |
| Комисасар Оуэн Калшоу                                    | Дэвид Дейкер     | 1967-1968            | 6              | 82                  |
| Комиссар Стив Тейт                                       | Себастиан Брейкс | 1967                 | 6              | 34                  |
| Комиссар Алек Мэй                                        | Стефен Ярдли     | 1967-1968            | 6              | 68                  |
| Женщина-констебль Паркин                                 | Полин Тейлор     | 1967-1969            | 6              | 58                  |
| Констебль Билл Ньюкомб                                   | Бернард Холли    | 1967-1971            | 6              | 292                 |
| Девушка-детектив (без имени)                             | Дженни Гуссенс   | 1967-1971            | 6-7            | 146                 |
| Детектив-инспектор Тодд                                  | Джосс Эклэнд     | 1967-1968            | 6              | 40                  |
| Комиссар Джексон                                         | Джон Рефорд]     | 1967-1968            | 6              | 32                  |
| Детектив-инспектор Алан Уитти                            | Джон Вудвайн     | 1968-1969            | 6              | 62                  |
| Комиссар Даг Роуч                                        | Рон Дэвис        | 1968-1969            | 6              | 60                  |
| Комиссар Брюс Баннерман                                  | Пол Анджелис     | 1968-1969            | 6              | 128                 |
| Комиссар/сержант Алек Куилли                             | Дуглас Филдинг   | 1969-1978            | 6-12           | 345                 |
| Детектив-инспектор Нил Госс                              | Дерек Уоринг     | 1969-1973            | 6-8            | 226                 |
| Констебль/комиссар Джо Скиннер                           | Йен Каллен       | 1969-1975            | 6-9            | 226                 |
| Констебль Рег Хоррокс                                    | Бэрри Лоу        | 1970-1975, 1977      | Series 6-9, 11 | 29                  |
| Констебль/сержант Боуман                                 | Джон Суинделлс   | 1970-1973            | 6-7            | 40                  |
| Детектив-сержант Сесил Хаггар                            | Джон Коллин      | 1971-1976, 1978      | 6-7, 9-10,12   | 51                  |
| Детектив-комиссар Дейв Скатлифф                          | Джеффри Хэйес    | 1971-1974            | 6-8            | 27                  |
| Констебль Шон Ковилл                                     | Джек Карр        | 1971-1972            | 6-7            | 39                  |
| Констебль Фред Рендер                                    | Аллан О’Киф      | 1971-1978            | 6-12           | 65                  |
| Детектив-сержант/детектив-инспектор Терри Моффат         | Рэй Лоннен       | 1972-1977            | 7-11           | 25                  |
| Детектив-сержант Уилф Миллер                             | Джеффри Уайтхед  | 1972-1975            | 6-9            | 22                  |
| Детектив-комиссар Джим Брейтуэйт                         | Дэвид Джексон    | 1972-1978            | 7-12           | 22                  |
| Сержант Гилберт Чаб                                      | Пол Стюарт       | 1974-1978            | 9-12           | 25                  |
| Детектив-комиссар/детектив-сержант Бернард Боукер        | Браян Греллис    | 1974-1978            | 9-12           | 19                  |

### Периодические роли
| Роль                                                  | Актёр             | Время съёмок                      | Сезоны              | Количество эпизодов |
| ----------------------------------------------------- | ----------------- | --------------------------------- | ------------------- | ------------------- |
| Джени Стил                                            | Дороти Уайт       | 1962-1963                         | 1-2                 | 14                  |
| Сержант/инспектор Барнес                              | Фрэнк Хокинс      | 1962-63                           | нет данных          | 20                  |
| Детектив-старший сержант/старший констебль Робинс     | Джон Филлипс      | 1962-1965, 1967, 1969, 1973, 1978 | Series 1-4, 6-7, 12 | 14                  |
| Кэти Хоскинс                                          | Вирджиния Страйд  | 1962-1964                         | 1-3                 | 18                  |
| Констебль Дженни Стейси                               | Линн Фурлонг      | 1962-1965                         | 1-4                 | 24                  |
| Детектив-констебль Боб Смитерс — полицейский фотограф | Кен Джонс         | 1962-64                           | 1-3                 | 8                   |
| Детектив-инспектор/суперинтендант Данн                | Дадли Фостер      | 1962, 1964                        | 1, 3                | 13                  |
| Детектив-старший сержант Миллер                       | Лесли Сэндс       | 1962-63, 1965, 1967, 1969         | Series 1-4, 6       | 12                  |
| Салли Кларксон                                        | Диан Обри         | 1962                              | 1-2                 | 24                  |
| Сержант Майклсон                                      | Джеймс Коссинс    | 1962-1963                         | 2                   | 11                  |
| Джоан Лонгтон                                         | Хиллари Мартин    | 1962-1963                         | 2                   | 13                  |
| Детектив-инспектор Бамбер                             | Леонард Россистер | 1963                              | 2                   | 8                   |
| Бетти Клэйтон                                         | Сидони Бонд       | 1963                              | 2                   | 16                  |
| Детектив-констебль Эллиот                             | Джон Тоу          | 1963                              | 3                   | 4                   |
| Ширли Берско                                          | Кейт Браун        | 1963                              | 3                   | 16                  |
| Памела Эрншо                                          | Кейт Эллитт       | 1964                              | 3                   | 12                  |
| Энн Фазакерли                                         | Линн Фарлей       | 1964                              | 3-4                 | 17                  |
| Женщина-констебль Нельсон                             | Сьюзан Джеймсон   | 1965, 1975                        | Series 4,9          | 6                   |
| Комиссар Фостер                                       | Дональд Вебстер   | 1965                              | 4                   | 8                   |
| Женщина-констебль Джейн Шеферд                        | Памела Грир       | 1967                              | 6                   | 6                   |
| BD Girl (имя неизвестно)                              | Анджула Харман    | 1967, 1969                        | 6                   | 15                  |
| Детектив-констебль Кейн                               | Кристофер Колл    | 1967-1968                         | 6                   | 20                  |
| Бетти Калшоу                                          | Дорин Эрис        | 1967-1968                         | 6                   | 8                   |
| Детектив-инспектор Броган                             | Джордж Сюэлл      | 1967                              | 6                   | 6                   |
| Салли Стоун                                           | Тельма Уайтли     | 1967, 1969—1970                   | 6                   | 8                   |
| Сержант Поттер                                        | Виктор Брукс      | 1968-1969                         | 6                   | 10                  |
| Детектив-суперинтендант Окли                          | Уильям Декстер    | 1968-1971                         | 6                   | 6                   |
| Комиссар Стэк                                         | Джон Ливси        | 1969                              | 6                   | 13                  |
| Женщина-констебль/женщина-сержант Лорна Кэмерон       | Джун Уотсон       | 1970, 1973—1975                   | 6, 8-9              | 8                   |
| Суперинтендант/Детектив-суперинтендант Рой Ричардс    | Джером Уиллис     | 1971-1973                         | 6-7                 | 4                   |
| Женщина-констебль Энн Ховарт                          | Стефани Тёрнер    | 1971-1975                         | 7-9                 | 15                  |
| Комиссар Линдси                                       | Джеймс Уолш       | 1971-1974                         | 7-9                 | 10                  |
| Сержант Фрэнк Калшоу                                  | Джон Чаллис       | 1972-1975                         | 7-9                 | 13                  |
| Детектив-инспектор Фред Коннор                        | Гэри Уотсон       | 1972-1974                         | 7-8                 | 11                  |
| Комиссар Джефф Йейтс                                  | Николас Смит      | 1972-1975                         | 7-9                 | 9                   |
| Инспектор/старший инспектор Лоуги                     | Кентон Мур        | 1972-1974                         | 7-8                 | 4                   |
| Детектив-инспектор Джерри Мэдден                      | Томми Бойл        | 1978                              | 12                  | 8                   |
| Женщина-констебль Джейн Бек                           | Виктория Плакнетт | 1978                              | 12                  | 3                   |